# Stotnik Amerika: Zimski vojak
Stotnik Amerika: Zimski vojak je ameriški superjunaški film  iz leta 2014, ki temelji na istoimenskem liku iz Marvelovih stripov. Je nadaljevanje filma Stotnika Amerike: Prvi maščevalec (2011). Film sta režirala Anthony in Joe Russo po scenariju, ki sta ga napisala Christopher Markus in Stephen McFeely. V filmu igrajo Chris Evans, Scarlett Johansson, Sebastian Stan, Anthony Mackie, Cobie Smulders, Frank Grillo, Emily VanCamp, Hayley Atwell, Toby Jones, Jenny Agutter, Robert Redford in Samuel L. Jackson. V filmu Steve Rogers sklene zavezništvo z Natašo Romanoff in Samom Wilsonom, da bi odkrili zaroto znotraj vohunske agencije S.H.I.E.L.D.  medtem ko se sooča s skrivnostnim morilcem, znanim kot Zimski vojak.
Markus in McFeely sta začela načrtovati nadaljevanje okoli izida prvega filma julija 2011. Scenarij, ki sta ga napisala, je vključeval povzetke iz zgodbe o Zimskem vojaku v stripih, ki jih je napisal Ed Brubaker, in filmov o zarotah, kot je Trije Kondorjevi dnevi (1975). Film raziskuje S.H.I.E.L.D., podobno kot je prvi film raziskoval ameriško vojsko, potem ko je bil Rogers prikazan, kako dela za agencijo v navzkrižnem filmu Maščevalci (2012).  Brata Russo sta junija 2012 bila najeta za režijo, naslednji mesec pa so začeli z zbiranjem igralske zasedbe. Snemanje se je začelo aprila 2013 v Los Angelesu v Kaliforniji, preden so se preselili v Washington, D.C., in Cleveland, Ohio. 
Stotnik Amerika: Zimski vojak je bil premierno predvajan v gledališču El Capitan v Hollywoodu v Los Angelesu 13. marca 2014, v Združenih državah pa je bil izdan 4. aprila kot del druge faze MCU. Film je prejel pozitivne ocene kritikov, kateri so pohvalili za predstavo, akcijske prizore, zgodbo in teme. Film je bil nominiran za oskarja za najboljše vizualne učinke.  Po vsem svetu je zaslužil 714 milijonov dolarjev, s čimer je postal sedmi najbolj dobičkonosni film leta 2014. Leta 2016 je izšlo nadaljevanje z naslovom Stotnik Amerika: Državljanska vojna, ki sta ga prav tako režirala zakonca Russo.

## Vsebina
Dve leti po bitki za New York Steve Rogers dela v Washingtonu, D.C., za vohunsko agencijo S.H.I.E.L.D., medtem ko se prilagaja sodobni družbi. Med misijo skupaj z agentko Natašo Romanoff in S.H.I.E.L.D.-jem za boj proti terorizmu S.T.R.I.K.E.  ekipa pod vodstvom agenta Brocka Rumlowa za osvoboditev talcev na krovu S.H.I.E.L.D. od piratov, ki jih vodi Georges Batroc, Rogers odkrije, da ima Romanoff še eno nalogo: izbrati podatke iz ladijskih računalnikov. 
Po vrnitvi v Triskelion, sedež S.H.I.E.L.D., se Rogers sooči z direktorjem Nickom Furyjem in se seznani s projektom Insight: poleteli bodo trije Helicarrierji, povezani z vohunskimi sateliti, ki so zasnovani za preventivno odpravljanje groženj. Ker ne more dešifrirati Romanoffinih podatkov, se Furyju začnejo sumi glede Insighta in naroči višjega S.H.I.E.L.D. uradnika in sekretar za notranjo varnost Alexandra Piercea, za odložitev projekta. Na poti na srečanje z Mario Hill Furyja jih napadejo napadalci, ki jih vodi morilec, imenovan Zimski vojak. Ko pobegne v Rogersovo stanovanje, ga Fury opozori, da je S.H.I.E.L.D. ogrožen, vendar ga ustreli Zimski vojak, preden izroči Rogersu podatke o ladji. Furyja med operacijo razglasijo za mrtvega, Hill pa vzame truplo.
Nato Pierce pokliče Rogersa na Triskelion. Ko Rogers Furyju zamolči podatke, ga Pierce označi za ubežnika. Rogers, ki ga lovi S.T.R.I.K.E., se sreča z Romanoffovo. S pomočjo podatkov odkrijeta skrivni S.H.I.E.L.D. bunker v New Jerseyju, kjer aktivirajo superračunalnik, v katerem je ohranjena zavest Arnima Zole. Zola razkrije, da je bil potem, ko ga je med drugo svetovno vojno ujel Rogers, poslan v S.H.I.E.L.D., kjer je na skrivaj reformiral Hydro v njenih vrstah in povzročil globalni kaos z uporabo Zimskega vojaka kot njihovega glavnega morilca. Rogers in Romanoff se komaj izogneta smrti, ko S.H.I.E.L.D.-ev izstrelek uniči bunker in ugotovita, da je Pierce vodja Hydre znotraj S.H.I.E.L.D. Rogers in Romanoff pridobita pomoč uslužbenca VA in nekdanjega parareševalca USAF Sama Wilsona, s katerim se Rogers kmalu spoprijatelji, in pridobita nahrbtnik "Falcon", ki ga je uporabljal Wilson, ko je služil v zračnih silah.
Kmalu ujamejo agenta S.H.I.E.L.D. Jaspera Sitwella, katerega prisilijo, da razkrije, da je Zola razvil algoritem za zbiranje podatkov, ki lahko identificira posameznike, ki bodo v prihodnosti postali grožnja Hydri. Napovejo, da bodo letalonosilke Helicarriers preleteli svet s satelitskimi topovi, da bi odpravili grožnjo. Sitwella v zasedi ubije Zimski vojak, ki ga Rogers prepozna kot Buckyja Barnesa, svojega dolgoletnega najboljšega prijatelja, za katerega je prej veljalo, da je mrtev. Preživel je zaradi Zolajevega eksperimentiranja in so mu večkrat zmešali možgane in ga najeli, da bi opravljal Hydrine naloge. Hillu uspe spraviti trojico v varno stavbo, kjer namerava Fury, ki je ponaredil svojo smrt, sabotirati Helicarrierje z zamenjavo njihovih krmilnih čipov. 
Potem, ko člani Svetovnega varnostnega sveta prispejo na izstrelitev letalonosilk Helicarrier, Rogers razkrije Hydrino zaroto vsem. Romanoff, preoblečena v enega od članov sveta, razoroži Piercea. Potem prispe Fury in prisili Piercea, da odklene bazo podatkov S.H.I.E.L.D.-ja, da lahko Romanoff razkrije zaupne podatke in Hydro izpostavi javnosti. Po prepiru Fury usodno ustreli Piercea. Rogers in Wilson napadeta dve letalonosilki Helicarrier in zamenjata krmilne čipe, vendar Barnes uniči Wilsonovo obleko in se spopade z Rogersom. Rogers ga ubrani in zamenja zadnji čip, kar Hillu omogoči, da prevzame nadzor in omogoči, da se letalonosilke uničijo.
Rogers se noče spopasti z Barnesom, da bi dosegel svojega prijatelja, a ko letalonosilka trči s Triskelionom, Rogers pade v reko Potomac. Barnes reši nezavestnega Rogersa, preden izgine v gozdu. Ko v S.H.I.E.L.D.  zavlada zmeda, se Romanoff pojavi pred senatnim pododborom, da bi zagovarjala svoja in Rogersova dejanja. Fury se pod krinko svoje navidezne smrti odpravi v Evropo, da bi izsledil Hydrine preostale enote. Rogers in Wilson se zato odločita najti Barnesa, medtem ko je Rumlow, ki je bil agent Hydra, hospitaliziran po uničenju Triskeliona. 
Medtem pa Baron Wolfgang von Strucker in njegovi znanstveniki v laboratoriju Hydra preiskujejo z energijo napolnjeno žezlo in dva preizkušanca: enega z nadčloveško hitrostjo, drugega s telekinetičnimi močmi. V prizoru po koncu filma Barnes obišče svoj spomenik, ki stoji na Smithsonian Institution.

## Vloge
- Chris Evans - Steve Rogers/Stotnik Amerika

- Scarlett Johansson - Nataša Romanoff/Črna vdova

- Sebastian Stan - Bucky Barnes/Zimski vojak

- Anthony Mackie - Sam Wilson/Falcon

- Cobie Smulders - Maria Hill

- Frank Grillo - Brock Rumlow

- Emily VanCamp - Sharon Carter/agentka 13

- Hayley Atwell - Peggy Carter

- Toby Jones - Arnim Zola

- Jenny Agutter - Hawley

- Robert Redford - Alexander Pierce

- Samuel L. Jackson - Nick Furry